# Alois Kottmann-priset
Alois Kottmann-priset är ett internationellt pris som utdelas till klassiska violinister. Priset utdelas i samband med en tävling som hålls årligen i Hofheim am Taunus, en förort till staden Frankfurt i Tyskland under maj eller juni månad. Vinnaren av Alois Kottmann-priset utses i tävlingen.
"Outstanding violinists can be recognized by their tone, but with the young ones this is often not possible anymore. What is heard from them is performed speciously but without personality. The violin was created because man is able to sing also with it."
Professor h. c. Alois Kottmann (translated from German)

## Historia

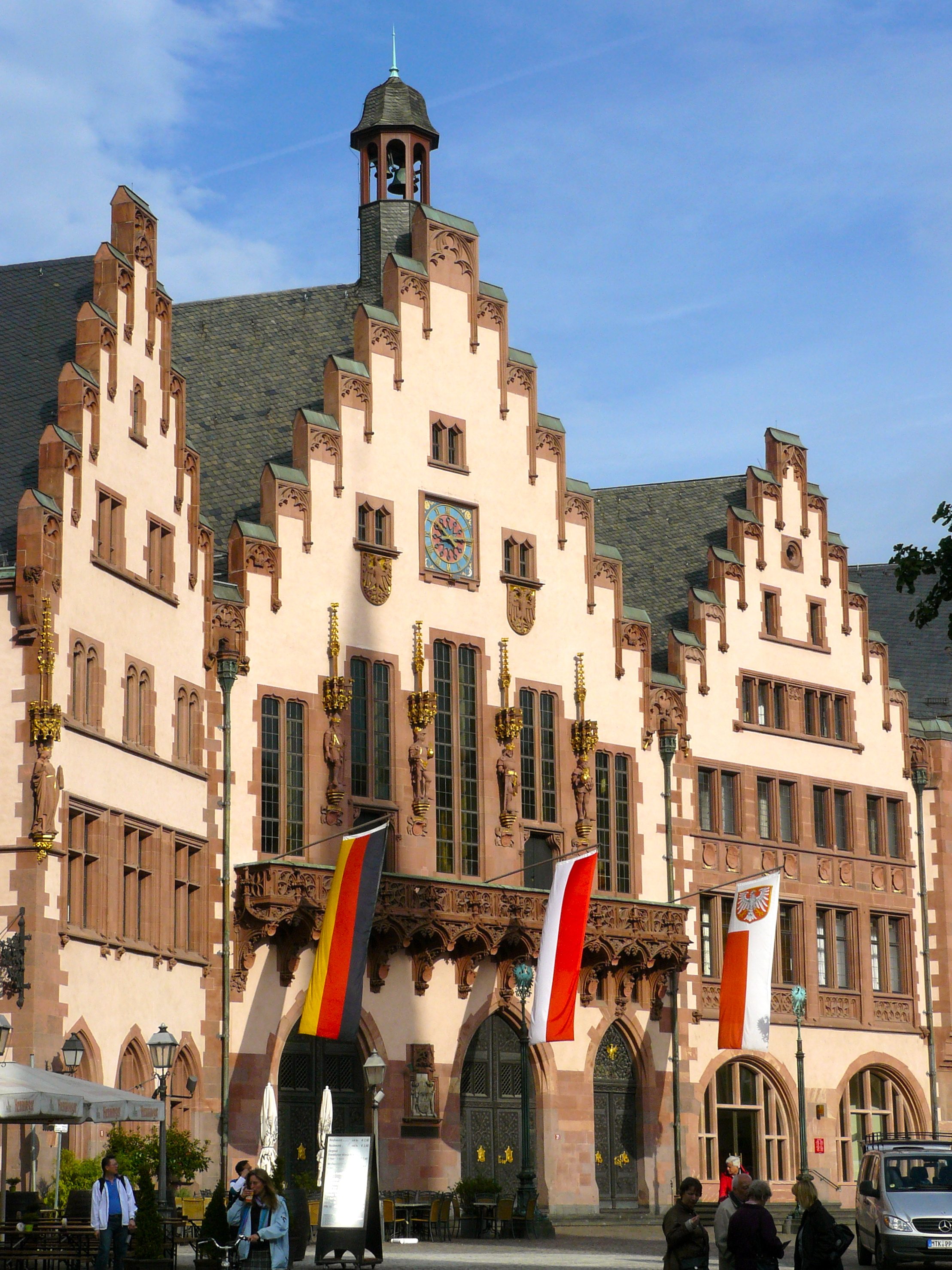
Vinnaren av Alois Kottmann-priset in Limpurg Hall, Römer, Frankfurt am Main

Alois Kottmann-priset som instiftades 2001 genom en donation från den tyske violinisten och musikpedagogen Alois Kottmann.

## Villkor
Tävlingen är öppen för violinister från hela världen och har ingen åldersgräns. Samtliga violinister ska framföra utvalda musikstycken som publiceras ett år i förväg.

## Hemgift
Vinnaren mottar 3 000 euro, en silvermedalj, diplom och ett specialpriset.

## Juryn
Juryn består av en panel med Margit Neubauer (sång), Alois Kottmann (violin) och Boris Kottmann (violin).

## Pristagare
| År   | Pristagare                                         | Land                            | Specialpris                                                    | Land                                       | Erkännande                                         | Land                         |  |
| ---- | -------------------------------------------------- | ------------------------------- | -------------------------------------------------------------- | ------------------------------------------ | -------------------------------------------------- | ---------------------------- |  |
| 2001 | Bojidara Kouzmanova                                | Bulgarien                       | Patricia Gross Vivien Wald                                     | Tyskland                                   |                                                    |                              |  |
| 2002 | Ara Lee                                            | Sydkorea                        | Giuseppe Carotenuto Almut Frenzel Andrea E.-I. Kim Vivien Wald | Italie Tyskland                            |                                                    |                              |  |
| 2003 | Maria Azova                                        | Uzbekistan                      | Myung-Eun Lee Johanna Schlüter David Schultheiss               | Sydkorea Tyskland                          |                                                    |                              |  |
| 2004 | Julia-Evelyn Zis                                   | Polen                           | Almut Frenzel                                                  | Tyskland                                   | Eun-Ae Kim                                         | Sydkorea                     |  |
| 2005 | Aya Muraki Yoriko Muto                             | USA/Japan Japan                 | Marie-Luise Dingler Dina Zemtsova                              | Tyskland Ryssland                          | Anna Knopp Viviane Waschbüsch                      | Österrike Tyskland           |  |
| 2006 | Yeo Young Yoon Myung Eun Lee                       | Sydkorea                        | Zsuzsanna Czentnár                                             | Ungern                                     | Bahadir Arkiliç                                    | Turkiet                      |  |
| 2007 | Chloé Kiffer Istvan Horvath                        | Frankrike Tyskland              | Rebecca Martin                                                 | Tyskland                                   | Célia Schann                                       | Frankrike                    |  |
| 2008 | Yan Yan Chang                                      | Kina                            | Byol Kang Martina Trumpp                                       | Tyskland                                   |                                                    |                              |  |
| 2009 | Célia Schann Marcus Tanneberger Harim Chun         | Frankrike Tyskland Sydkorea     | Ludwig Dürichen                                                | Tyskland                                   |                                                    |                              |  |
| 2010 | 1. Jayoung Jeon 2. Oleksii Semenenko               | Sydkorea Ukraina                | Liv Migdal Katja Schott                                        | Tyskland/Sverige Ukraina                   | C. Christopher                                     | Taiwan                       |  |
| 2011 | Senta Johanna Kraemer                              | Tyskland                        | Saschka Haberl Bo Xiang                                        | Tyskland Kina                              |                                                    |                              |  |
| 2012 | N. N.                                              | ./.                             | N. N.                                                          | ./.                                        | Jon Hess-Andersen Stephanie Appelhans Anna Neubert | Danmark Tyskland             |  |
| 2013 | Olga Arnakuliyeva Lisa Maria Schumann Laura Zarina | Ukraina Japan/Tyskland Lettland | Brenda Frasier Mika Seifert Julia Weissmann                    | USA Finland/Tyskland Ryssland              | SuJin Ann Verena Kurz Katja Pletzsch               | Sydkorea Tyskland Uzbekistan |  |
| 2014 | Verena Kurz Antonia-Sophie Pechstaedt              | Tyskland                        | Yonjoo Kang Sofia Roldan-Cativa Jeanine Thorpe Lea Hausmann    | Sydkorea Argentina Storbritannien Tyskland |                                                    |                              |  |
| 2015 | Yu Matsuda Theresa Sophie Reustle                  | Japan Tyskland                  | Johanna Radoy                                                  | Tyskland                                   | Christine Elisabeth Müller                         | Tyskland                     |  |